# DreamHost
DreamHost是一家位于美國洛杉矶的主机服务和域名注册商，主机业务始于1997年，是位于达拉斯新梦网络（New Dream Network, LLC）的分公司。
DreamHost也是一家維基農場托管的地方之一，台灣知名網路匿名論壇Komica就架设在这家主机。

## 主机业务
DreamHost的虚拟主机和服务器业务基于Apache和lighttpd程序，使用Debian GNU/Linux操作系统。使用自助开发面板，拥有支付和支持系统。DreamHost拥有官方博客、服务器状态查询以及维基支持系统。
DreamHost不支持电话服务，但用户可以使用在线客服系统。

### 永久文件
2006年，DreamHost开始为客户提供永久文件服务，客户只要一次性付款，就可以获得一个永久文件存储空间。

### 一键安装程序
2009年开始，DreamHost的客户可以免费一键安装流行的开源程序，比如WordPress和MediaWiki，客户可以管理和升级这些被安装的程序。

## 資安事件
2012年1月，DreamHost 發生大規模用戶密碼遭駭客攻擊事件，宣傳用戶密碼可能遭到破解，DreamHost主動通知所有客戶，重置了FTP密碼並要求用戶重新更改Email密碼作為預防措施。

## 註解
1. ↑  . 2012-01-21  [2017-12-13]. （原始内容存档于2017-11-07）.